# Hauck’sches Haus

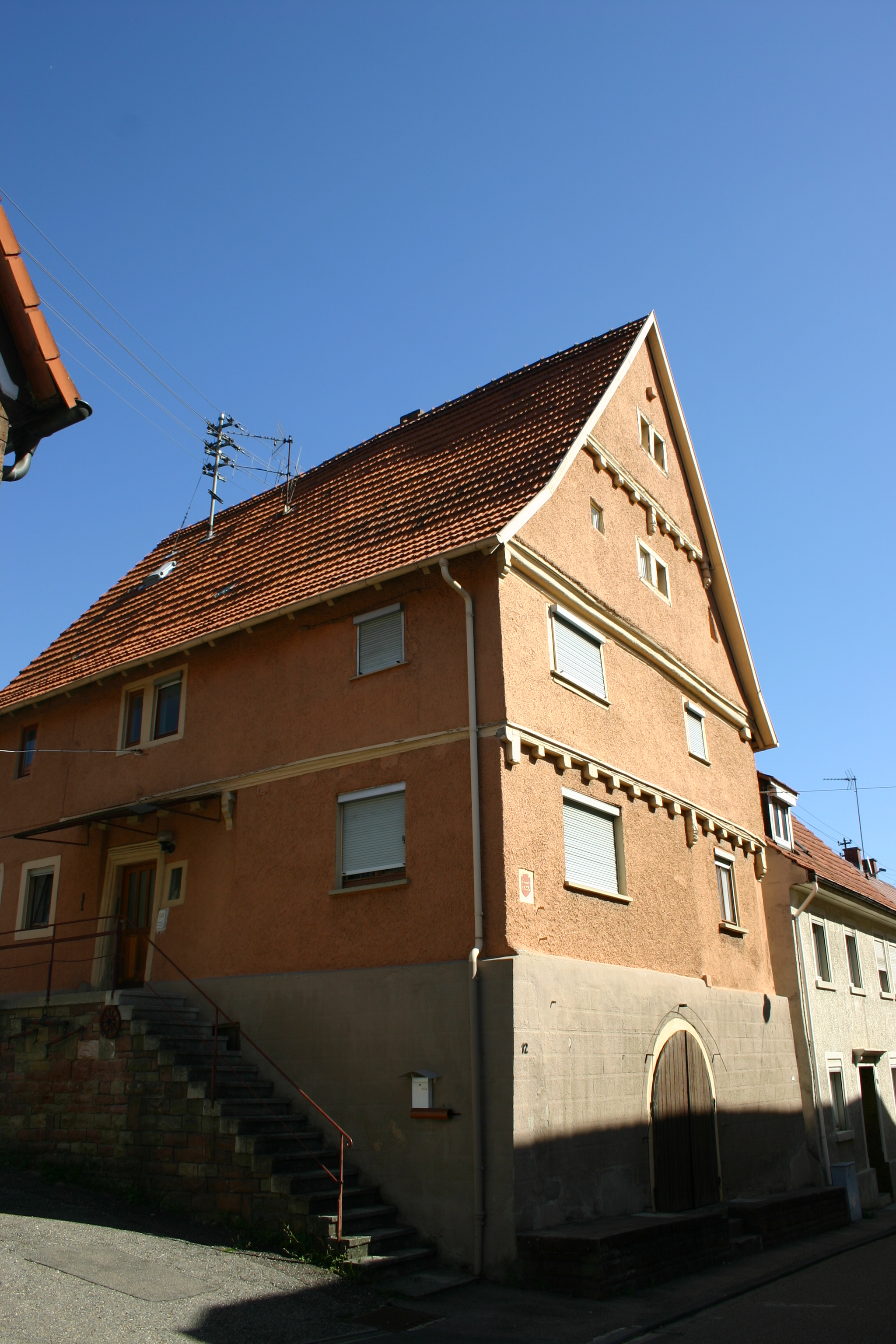
Das „Hauck’sche Haus“ in der Oberstraße 12

Das Hauck’sche Haus ist ein denkmalgeschütztes Fachwerkhaus in der Oberstraße 12 der Gemeinde Eschelbronn im Rhein-Neckar-Kreis. Es wurde 1630 im Dreißigjährigen Krieg erbaut und ist das älteste bestehende Gebäude des Ortes. Die Bezeichnung Hauck’sche Haus bezieht sich auf den späteren Eigentümer und Bewohner, den Landwirt Emil Hauck, dessen Familie das Haus über mehrere Generationen besaß.
Während der Entwicklung von der Leinenweberei zum Schreinerhandwerk als Haupterwerbsquelle der Einwohner, wurde es, wie auch fast alle anderen Fachwerkhäuser Eschelbronns, verputzt, weshalb das Fachwerk nicht mehr sichtbar ist.

## Ereignis während des Befreiungskriegs
1813 war das Haus Schauplatz eines Ereignisses um den Urgroßvater Emil Haucks, das zu Protesten Eschelbronner Einwohner gegen die russischen Besatzer während der Befreiungskriege führte.
In dem Jahr waren russische Soldaten auf dem Marsch nach Frankreich in Privathaushalten im Ort einquartiert. Als im Nachbarhaus wohnhafte Soldaten von Hauck eine geforderte Ausgabe von Spirituosen verweigert bekamen, reagierte einer von ihnen, indem er einen Kinderwagen mit dem darin liegenden Kind umwarf und mit seinem Säbel auf einen Tisch einschlug. Hauck warf ihn deshalb die Eingangstreppe des Hauses hinunter. Die Handlung wurde als Widerstand gegen die Besatzungsmacht verstanden und Hauck im Alten Pfarrhaus gefangen gehalten, in dem sich derzeit die russische Kommandantur befand. Mehrere Einwohner versammelten sich nach der Festnahme vor dem Pfarrhaus und forderten die Freilassung Haucks. Während die Russen damit beschäftigt waren, die Demonstranten unter Kontrolle zu bringen, gelang Hauck die Flucht in ein Versteck hinter einem Holunderbusch in seinem Garten, wo er zunächst drei Tage lang unterkam und anschließend, bis zum Weiterzug der Abteilung nach einigen weiteren Tagen, in den Darsbergwald flüchtete. 
Der Vorfall wurde in Eschelbronn als regionales Schlüsselereignis der Besatzung und der Tisch mit der eingeschlagenen Kerbe als historisches Relikt betrachtet.

## Sonstiges
In dem zum Ortsjubiläum im Jahr 1989 erschienenen Heimatbuch 1200 Jahre Eschelbronn wurde das Baujahr des Hauses fälschlicherweise auf das Jahr 1638 datiert.
Ein Bild des Hauses diente 1997 als letztes Motiv der seit 1992 jährlich zum Adventssingen produzierten Weihnachtstassen der Serie „Alte Ansichten“. Das in dem Heimatbuch 1200 Jahre Eschelbronn falsch angegebene Baujahr des Gebäudes wurde beim Druck übernommen.